# Terrugem (Oeiras)
Terrugem é um pequeno lugar pertencente à União das Freguesias de Oeiras e São Julião da Barra, Paço de Arcos e Caxias. A localidade remonta ao Palácio da Terrugem, de 1549 (também conhecido como Palácio da Flor da Murta, propriedade da família Correia Barém) que se estendia do rio Tejo a Porto Salvo, e que com a construção da Linha de Cascais (em 1889) se dividiu em Terrugem de Cima e Terrugem de Baixo. Atualmente, o palácio e Quinta da Terrugem são propriedade da Câmara Municipal de Oeiras, com uma parte do terreno loteada para a construção de habitações. Dentro dos seus limites encontram-se também as instalações do Clube Português de Automóveis Antigos.
A localidade encontra-se a leste de Paço de Arcos, a oeste de Caxias e a sudoeste de Laveiras.